# Bertold Pölcher
Bertold Pölcher (* 1. Dezember 1941 in Memmingen; † 9. Oktober 2023 in Zell) war ein Allgäuer Heimatforscher, der hauptsächlich in den Gemeinden Pfronten und Eisenberg tätig war.

## Leben
Bertold Pölcher war von Beruf Volksschullehrer. 1970 zog er nach Emmenhausen, wo er erstmals als Heimatforscher tätig war. Danach zog er nach Zell in der Gemeinde Eisenberg (Allgäu), wo bereits sein Großvater gelebt und als Volksschullehrer gearbeitet hatte. Von 1976 bis zu seiner Pensionierung 2003 arbeitete er als Hauptschullehrer in Pfronten. Ab 1978 betreute er das Gemeindearchiv Pfronten und das Heimathaus Pfronten. 1997 bis 2017 war er Herausgeber des Mitteilungsblatts des Heimatvereins Pfronten. 1992 wurde er als Nachfolger von Pius Lotter Vorsitzender des Vereins.
Pölcher gehörte 1980 zu den Gründungsmitgliedern des Vereins zur Erhaltung der Burgruine Eisenberg, war dessen Schriftführer und arbeitete im folgenden Jahrzehnt an den Freilegungs- und Erhaltungsmaßnahmen der Burgruine mit. Er war hauptsächlich Beteiligter am Aufbau des Burgenmuseums Eisenberg, das 1985 in Zell eröffnet wurde.

## Persönliches
Bertold Pölcher war verheiratet und hatte zwei Kinder. Im Oktober 2023 starb er knapp zwei Monate vor seinem 82. Geburtstag in Zell (Eisenberg).

## Werk
Pölcher veröffentlichte zahlreiche Artikel zu heimatgeschichtlichen Themen, hauptsächlich im Mitteilungsblatt des Heimatvereins Pfronten Rund um den Falkenstein und im Gemeindeblatt Pfronten Mosaik. Er war Autor und Mitautor von Veröffentlichungen zur Geschichte der Burgruinen Eisenberg und Hohenfreyberg und Mitwirkender an der Dokumentierung der in den 1980er Jahren durchgeführten Freilegungs- und Erhaltungsmaßnahmen der Burgruine Eisenberg. 2007 war er Autor eines Buchs mit Geschichten aus der Pfrontener Vergangenheit und 2010, zusammen mit Thaddäus Steiner, eines umfangreichen Werks zu Pfrontener Flurnamen:
- Bertold Pölcher: Beschreibung und Geschichte der Burgruinen Eisenberg und Hohenfreiberg im Ostallgäu. Verein zur Erhaltung der Ruine Eisenberg, Eisenberg 1984.
- Joachim Zeune, Bertold Pölcher: Eisenberg (= Kleine Burgenführer-Reihe). Burgenverlag Zeune und Koop, Eisenberg/Zell 1999, ISBN 3-934132-02-2.
- Bertold Pölcher: Streithansel und gschwätzige Weiber. Brack, Altusried 2007, ISBN 978-3-930323-74-6.
- Bertold Pölcher, Thaddäus Steiner: Pfrontener Flurnamen. Gemeinde Pfronten, Pfronten 2010, ISBN 978-3-00-032977-7.

Als Mitwirkender wird Bertold Pölcher genannt in:
- Annemarie Schröppel, Adolf Schröppel: Pfrontener Kirchen und Kapellen und ihre Pfarrer. Heimatverein Pfronten, Pfronten 2002, OCLC 76423476 (heimatverein-pfronten.de [PDF; 3,8 MB] Zusammenfassung ursprünglich in Pfarrbriefen veröffentlichter Artikel von Adolf und Annemarie Schröppel, bearbeitet von Bertold Pölcher).
- Joachim Zeune: Burgruinen Eisenberg und Hohenfreyberg. Schnell + Steiner, Regensburg 2009, ISBN 978-3-7954-6802-6.

## Ehrungen und Auszeichnungen
- Bürgermedaille der Gemeinde Pfronten (2002)[1]
- Ehrenzeichen des bayerischen Ministerpräsidenten (2007)[1]
- Silberne Verdienstmedaille des Burgenvereins Eisenberg (2007)[1]
- Ehrenmitglied des Burgenvereins Eisenberg (2011)[1]
- Medaille für vorbildliche Heimatpflege des Bayerischen Landesvereins für Heimatpflege[1]
- Ehrenbürger von Pfronten (2021)[1]